# Mina (enginyeria)
Una mina o una explotació minera és el conjunt d'instal·lacions necessàries per explotar un jaciment de minerals o altres materials. Els materials objectiu es divideixen en dues categories generals de materials: dipòsits de placer, que consisteixen en minerals valuosos continguts a les graves dels rius, sorres de platja i altres materials no consolidats; i els dipòsits de filons, on es troben minerals valuosos en vetes, en capes o en inclusions minerals generalment distribuïdes per una massa de roca. Els dos tipus de jaciment de mineral, placer o filó, s'exploten tant per mètodes d'accés superficial com subterrani.

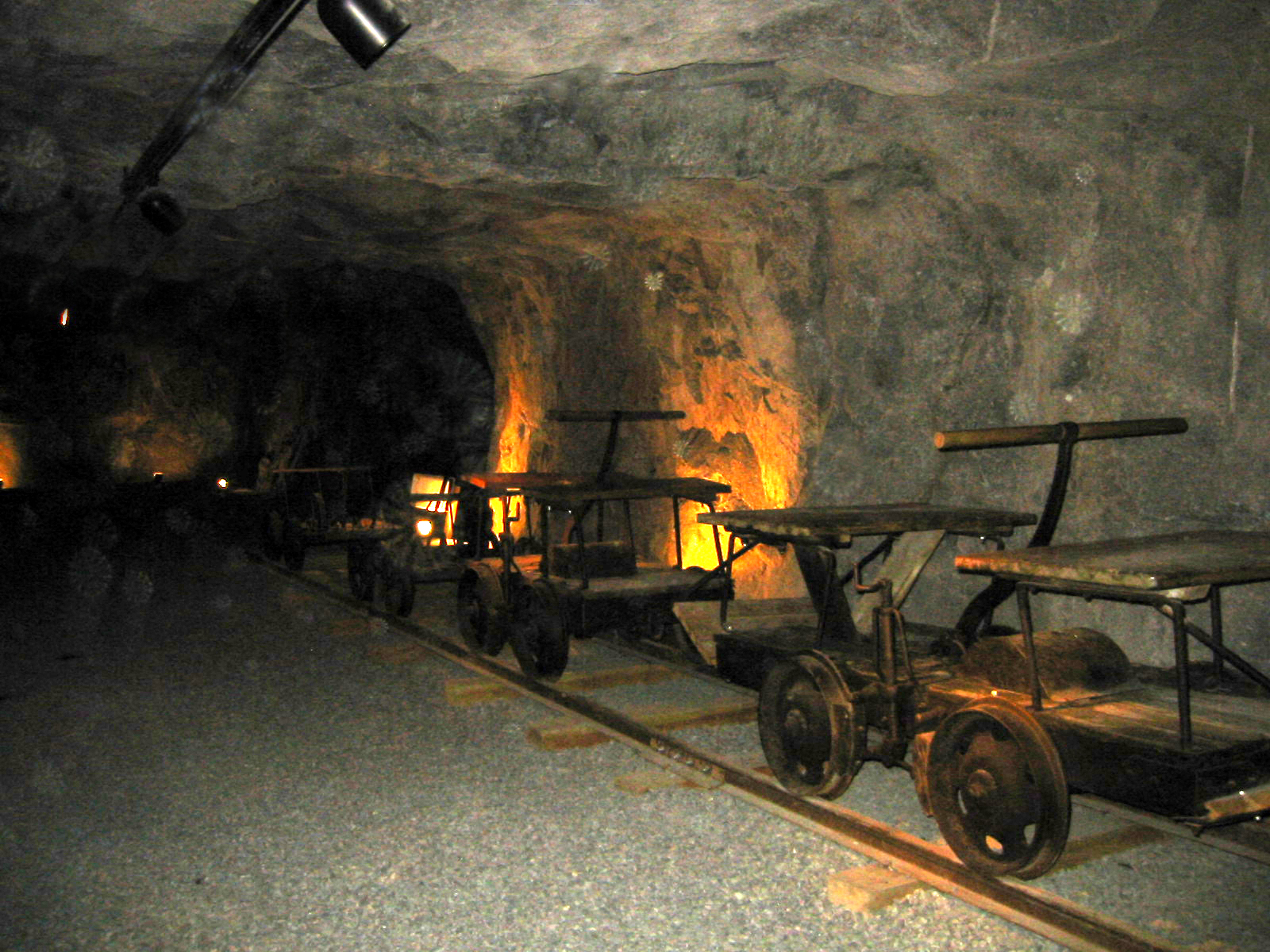
Mina subterrània.

## Història

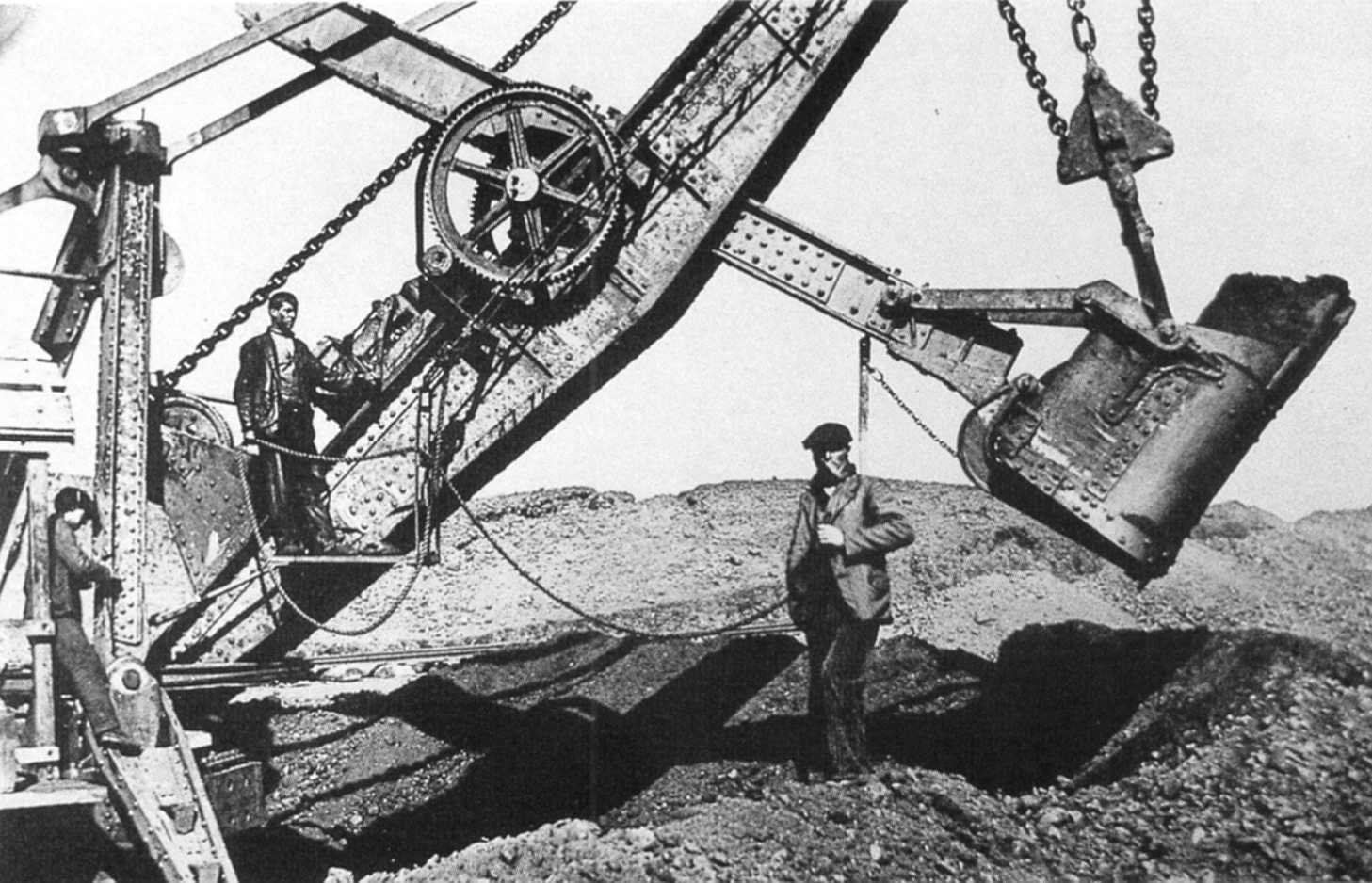
Antiga maquinària emprada a les Mines De Riotinto

La mina més antiga coneguda en els registres arqueològics és la Lion Cave (Cova del Lleó), a Swaziàndia. En aquest lloc, datat de fa 43.000 anys, els homes del Paleolític excavaven buscant el mineral compost de ferro, l'hematites, que extreien per produir un pigment ocre. Altres llocs amb una antiguitat semblant es varen trobar a Hongria, on els Homes de Neandertal haurien extret el sílex per fabricar armes i eines.
Una altra operació minera antiga va ser la d'obtenció de turquesa, pels egipcis (3000 aC) a Maghara, península del Sinaí. La turquesa també va ser extreta a l'Amèrica Precolombina, al districte miner de Los Cerrillos a Nou Mèxic, on una massa de roca de 60 metres de profunditat i 90 metres d'ample va ser remoguda amb eines de pedra; la mina té una extensió de 81.000 m².
La pólvora negra va ser usada per primera vegada en mineria a un pou de Banská Tiavnica, Eslovàquia, l'any 1627. En aquest mateix poble es va establir la primera acadèmia de mineria del món l'any 1762.
La primera escola d'estudis de mines d'Espanya es va crear el 1777 a Almadén (Ciudad Real); posteriorment es va traslladar a Madrid el 1835 creant la carrera d'enginyers de mines, a Almadén es van continuar impartint estudis de mineria amb l'anomenada Escuela de Capataces de Minas.

## Tipus de mines
Les mines poden ser dividides seguint diversos criteris. El més ampli té en compte si les tasques es desenvolupen per sobre o per sota de la superfície, dividint-les, respectivament, en mines a cel obert i en mines subterrànies.

### Mina a cel obert

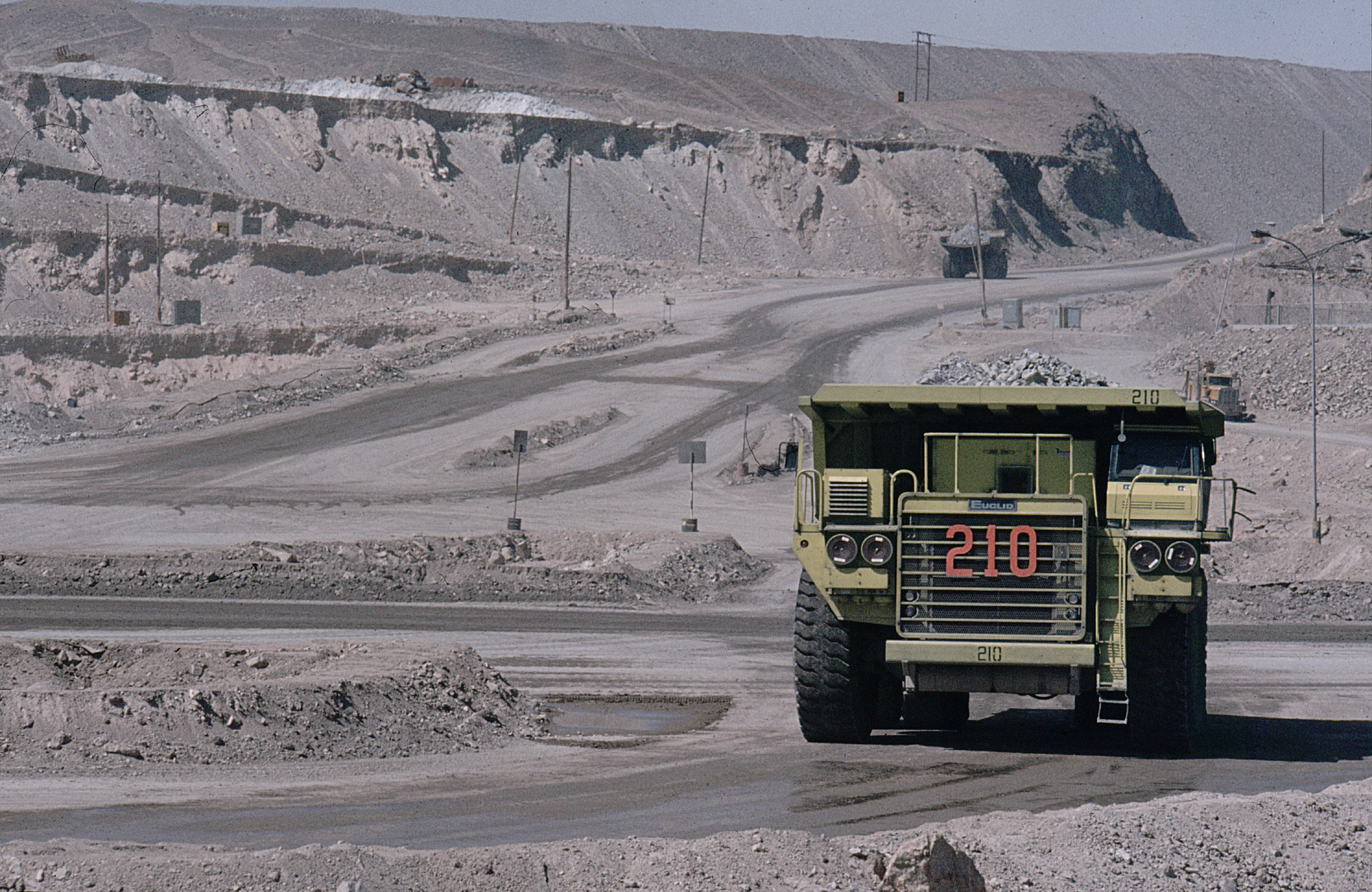
Chuquicamata, la mina a cel obert més gran del món.

Les mines a cel obert, o mines a tall obert, són aquelles el procés extractiu de les quals es realitza a la superfície del terreny, i amb maquinàries mineres de mida molt gran. Com a exemples d'aquest tipus de mines es poden citar Chuquicamata, La Escondida i Pascua Lama a Xile, Mines de Riotinto i Mines de Tharsis (Espanya), Alumbrera (Argentina) i El Cerrejón (Colòmbia, la més gran d'aquest tipus al món, amb una extensió de 69.000 hectàrees i capacitat de producció de carbó el 2007, estimada en 31.1 milions de tones mètriques). L'excavació es produeix a l'aire lliure, aprofundint a la terra i originant una fondalada. Un exemple són les mines de Río Tinto (Huelva), en les quals l'extracció de pirites cupríferes va començar fa 3.000 anys i d'on en el passat es van obtenir or, plata i coure.

### Mina subterrània
La mineria subterrània o de clot desenvolupa la seva activitat per sota de la superfície amb tasques subterrànies. En termes comparatius, la maquinària que s'usa en la mineria subterrània és molt més petita que la que s'utilitza a cel obert, a causa de les limitacions que imposa la mida de les galeries i altres tasques. Les parts característiques d'aquest sistema d'explotació són: el castellet, els túnels apuntalats a més (bigues que serveixen per a estantolar, fortificar o sostenir els paratges de les mines que estan en perill de passar, a causa de les excavacions), cavernes, bocamina o emboquille, caserna, galeria, pou, xemeneia, etc. L'excavació es produeix mitjançant pous i galeries que s'excaven sota terra. Un exemple són les mines de Súria (Barcelona), d'on s'han extret silvina i carnal·lita.
En les mines subterrànies hi poden haver riscos per a la salut, si es produeix el fenomen anomenat aire enrarit.

## Funcionament
Les operacions bàsiques en qualsevol tipus de mina són tres:
- Arrencada (tombi)
- Càrrega (retardat)
- Transport (transport)

### Arrencada

El pic i la maça, símbol de la mineria.

Per arrencada s'entén el conjunt d'operacions necessàries per separar la roca del massís rocós on es troba. En la majoria de les ocasions és necessari, a més, trencar la roca en trossos prou petits per facilitar els processos posteriors (càrrega i transport).
L'arrencada es realitza de tres maneres: amb eines, amb màquines i amb explosius. Els dos primers mètodes només són rendibles quan les roques a explotar són relativament toves, tals com el carbó o els fosfats. Quan les roques són dures és necessari acudir a l'arrencada mitjançant explosius. En el cas de les roques ornamentals (marbre, granits, pissarres...) emprades en arquitectura i construcció s'utilitzen eines de tall de diamant i voladures molt acurades amb molt poca quantitat d'explosiu.
L'arrencada amb eines és el més antic i el menys rendible, econòmicament parlant. A les mines de coure de Texeo (en Riosa, Astúries, Espanya), de fa aproximadament 4.500 anys, els 'miners' utilitzaven com a eina banyes de cabra per arrencar el mineral. Actualment s'empra el martell (hidràulic o pneumàtic) i el pic com eines manuals.
Abans de la mecanització de les mines, l'arrencada s'efectuava amb pics, maces, barrines, puntones, falques i amb martells picadors.
Les màquines que s'utilitzen per a l'arrencada són:
- En mineria subterrània:
- Minador
- Regatadores
- Raspall
- Scrapper
- En mineria a cel obert:
- Dragalina
- Pala excavadora
- Rotopala
- Mototrailla
- Bulldozer

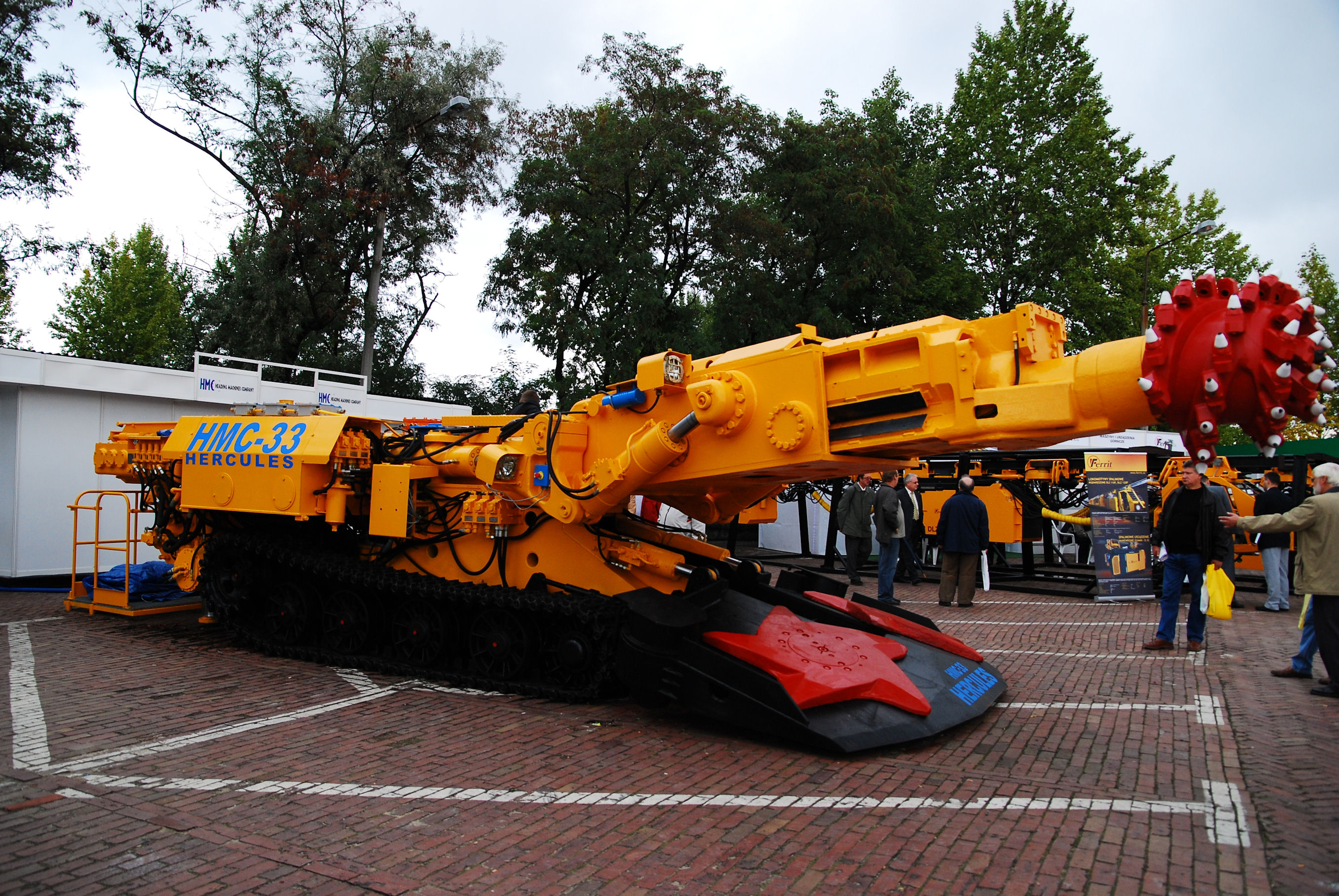
Minador Hmc-33.

En general, aquestes màquines arrenquen la roca utilitzant elements mòbils tallants: piques, rodets, fulles o discs.
L'arrencada mitjançant explosius és la més utilitzada. Per a poder carregar l'explosiu, cal fer barrinades o forats a la roca i distribuir-los de tal manera que a cada barrinada es produeixi una seqüència de detonació i vagi donant lloc a la seqüència d'una altra explosió. Generalment per a fer les esmentades barrinades s'utilitzen màquines pneumàtiques conegudes com a Stoppers, Màquines de cama, Jumbos Pneumàtics, i va en augment l'ús d'equips electrohidràulics tals com Jumbos, Simbas, Equips de barrinada Llarga, etc. Per a realitzar l'arrencada o tombi de la roca s'utilitzen les explosions.

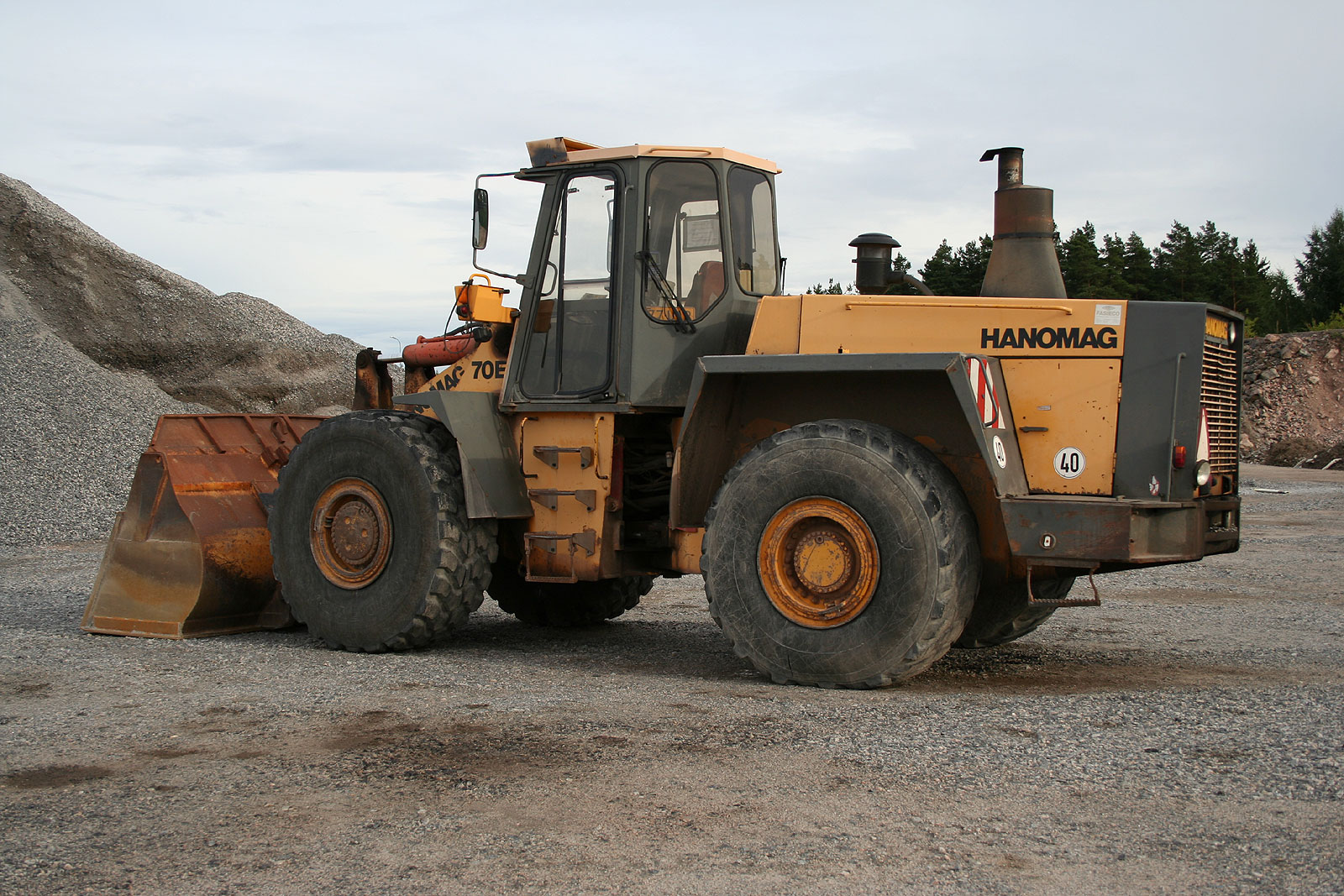
Pala carregadora de tipus frontal, sobre pneumàtics.

### Càrrega
Per càrrega s'entén la recollida de la roca arrencada del terra, i el seu trasllat fins a un mitjà de transport. En l'arrencada mitjançant maquinària aquesta operació es realitza alhora que l'arrencada. Així, per exemple, una pala excavadora utilitza el seu cassó per arrencar i carregar.
A les primeres mines la càrrega es realitzava a mà, amb l'ajut de pales.
Les màquines més usades per realitzar la càrrega són les pales carregadores, per a l'exterior i Scoop Tram o pales de baix perfil per a les subterrànies.
Un cas especial de càrrega és quan es disposa físicament el mitjà de transport, a sota del mineral a arrencar. En aquest cas la càrrega es realitza amb ajuda de la gravetat. Un mètode com aquest s'aplica en mineria subterrània quan el nivell d'explotació (d'on s'extreu el mineral) està sobre el nivell de transport.

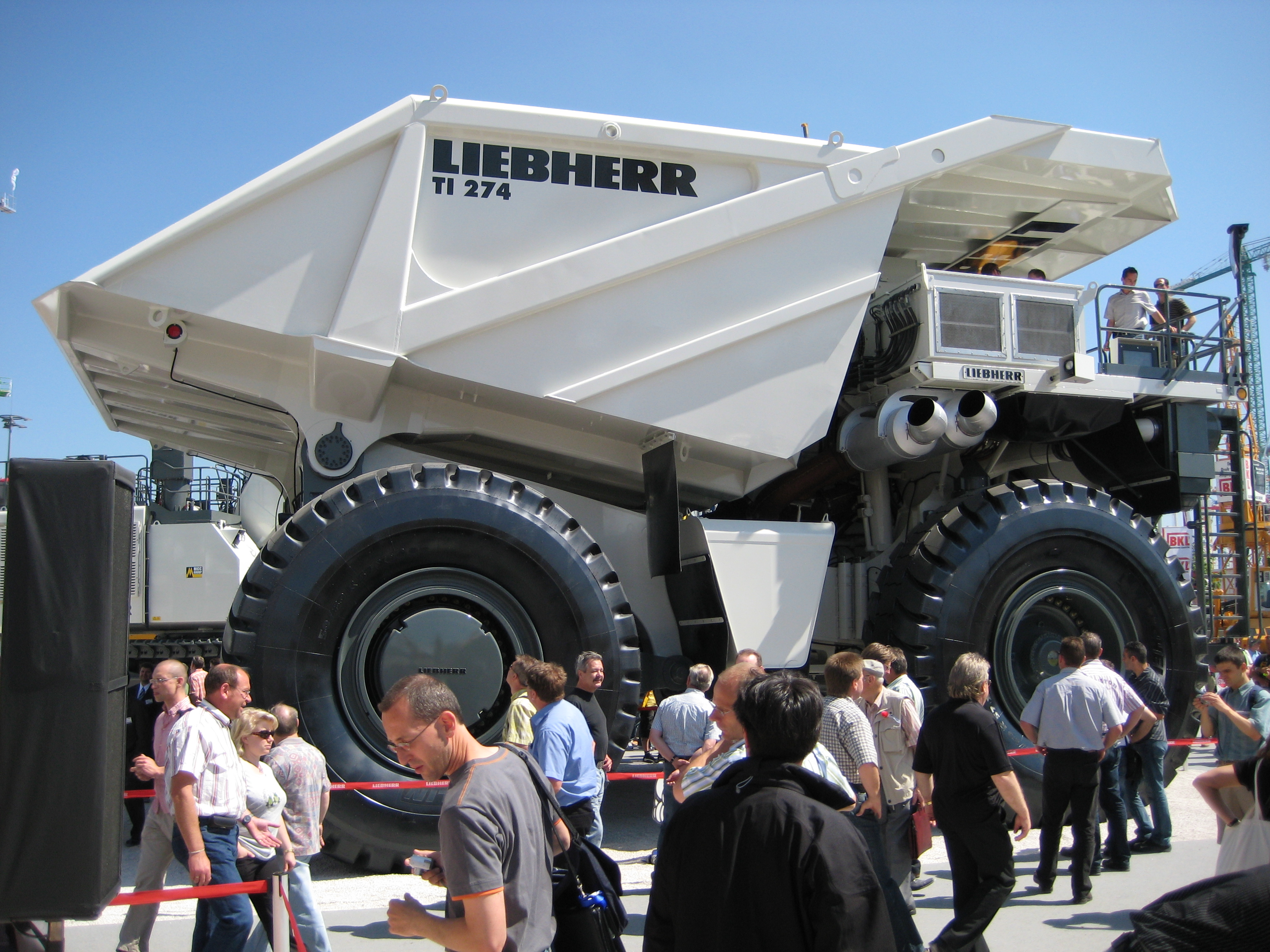
Camió de mina a cel obert.

### Transport
El transport és l'operació per la qual es trasllada el mineral arrencat fins a l'exterior de la mina.
El transport dins d'una mina pot ser continu, discontinu o una barreja d'ambdós. El transport continu utilitza mitjans de transport que estan contínuament en funcionament. Dins d'aquest tipus de transport s'utilitzen cintes transportadores, transportadors blindats i el transport per gravetat.
En el transport discontinu els mitjans de transport fan un moviment alternatiu entre el punt de càrrega i el de descàrrega. En aquest grup s'utilitza el ferrocarril i els camions.

## A cel obertdavantsubterrània
En la mineria a cel obert o a tall obert els costos d'arrencada, excavació i transport són menors, a causa de la possibilitat d'emprar maquinària de major mida; permet major recuperació de les capes, venes o filons; no és necessària la ventilació, l'enllumenat, ni el sosteniment artificial; permet utilitzar explosius de qualsevol tipus i les condicions de seguretat i higiene en el treball són molt millors.
Al contrari, requereix una major inversió inicial en equipament i maquinària; és necessari ocupar grans extensions de terreny i les condicions de treball són a la intempèrie. A més produeix un important impacte visual i mediambiental (pols, soroll, etc.) a la zona en la qual es desenvolupa, la qual cosa porta a un important rebuig social a la seva implantació i fins i tot al tancament de les existents.